# 頂棋
頂棋，是北京延慶等地的兩人傳統棋類遊戲，當地又稱老頂，山東齊河稱為四棋儿，也有地方稱四步钉。與下子的五道棋有同樣吃法。

## 棋具
- 棋盤為四路棋盤。
- 雙方棋子數等於棋盤路數，以兩色區分敵我。

## 棋規
- 每方棋子初始佈置於置於己方的底線。
- 每方沿線流動一己棋一格至空棋位。
- 正好三枚棋子主動同線相連，兩枚己棋相連，另一端為敵棋，吃這一敵子。
- 將敵棋減至一枚或讓敵方無法移動者獲勝。[1][2][3]

## 地方變體
在其他地方有類似遊戲，有的增加吃法、有的不同棋盤。

### 四路棋盤

#### 推大車
- 流傳於山東金鄉。
- 吃子：
  - 同有吃法在此稱為「頂吃」。
  - 推大車：主動四枚棋子同線相連，兩枚己棋相連，兩枚敵棋相連，则吃這兩子。[4]

#### 六子沖棋

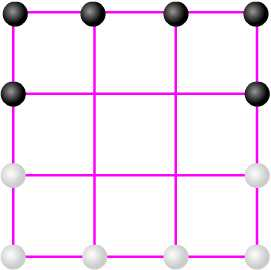
六子沖棋初始佈置

- 流傳於四川等地，當地又稱「炮棋」[5]。廣東潮汕稱「脚区棋」[6]
- 每方棋子六枚。
- 每方六枚棋子各放於底線與次底線左右側。
- 只剩一己棋時，可以直線移動任何步數，但不可有子抵擋。
- 吃子：
  - 共有的吃法在此稱為「單線頂吃」。
  - 單線雙頂吃：主動四枚棋子同線相連，兩枚己棋相連，兩枚敵棋相連，则吃這兩子。
  - 挑吃：只剩一枚的己棋主動至在同線兩枚敵棋的中間鄰點，並且有一端有空位，则吃這兩子。
- 將敵棋減至一枚或讓敵方無法移動者獲勝。[5]

#### 下四
- 流傳於江蘇。
- 吃子：
  - 共有的吃法在此稱為「大吃」。
  - 大吃：主動造成正好四子連直線，兩枚己棋相連，兩端為敵棋，吃這兩子。
  - 四了：造成正好四枚己子在縱橫線，吃掉任意兩敵子。
- 棋子滿盤時，棋子多者獲勝。[7]

### 五路棋盤

#### 打銃棋
- 流傳於連山壯族瑤族自治縣壯族。
- 棋子每方六枚。
- 棋子布於己側底線與次底線左右側。
- 吃子：
  - 共有吃法在此稱為「頂吃」。
  - 夾吃：兩枚己棋主動在同線上夾住一枚敵棋，则吃這一子。
  - 挑吃：一枚己棋主動至在同線兩枚敵棋的中間鄰點，则吃這兩子。
- 以讓敵棋剩下一枚或以下獲勝。[8]

### 五花棋盤

#### 射擊棋
- 流傳於侗族。
- 雙方棋子數各七枚。
- 初始佈置，各置於己方的底橫線，以及次底橫線與第二、四縱線的交點。
- 吃子只有共有吃法。
- 將敵棋減至一枚或讓敵方無法移動者獲勝。[9]

### 六路棋盤

#### 撞杆棋
- 流傳於湖北恩施土家族苗族自治州。
- 每方八枚棋子各放於底線與次底線左右側。
- 吃子只有共有吃法。[10]

### 直棋棋盤

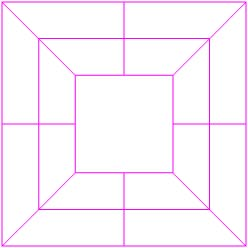
廿四棋棋盤

#### 廿四回棋
- 流傳於浙江寧波。
- 每方棋子九枚。
- 初始布置為雙方所有棋子各放在靠近己側成梯形的九個點。
- 輪流移動己棋，沿線一格至空鄰點。只要己棋主動排成以下兩種排列之一吃掉一定數量的敵棋。
- 吃子：
  - 共有吃法在此稱為「背吃」。
  - 挑吃：正好三子連直線，兩枚敵棋在兩端，另一枚己棋在中間，则吃這兩子。
- 消滅所有敵棋者獲勝。[11]